# Luisterdichtheid
Luisterdichtheid is hetzelfde wat het kijkcijfer is voor de televisie, maar dan gericht op de radio. Luisterdichtheid is het gemiddelde aantal luisteraars van een doelgroep naar een radiozender op een bepaalde tijd, bijvoorbeeld Nederlanders van tien jaar en ouder tussen zeven uur in de morgen en middernacht. 